# Universidade Católica Boliviana São Paulo
Universidad Católica Boliviana "San Pablo" é o nome oficial da Universidade Católica da Bolívia. Esta universidade privada é a mais antiga da Bolívia que não recebe orçamento econômico do governo. Estabelecida em La Paz em 1963 e ativa desde 1966, a universidade agora tem quatro unidades regionais em La Paz, Cochabamba, Tarija e Santa Cruz de la Sierra.

## Missão
Através do ensino e da pesquisa, a Universidade Católica Boliviana "San Pablo" dá uma contribuição indispensável à Igreja. Prepara homens e mulheres que, inspirados pelos princípios cristãos e motivados a viver com maturidade e coerência a sua vocação cristã, possam também assumir cargos de responsabilidade na sociedade e na Igreja. Além disso, graças aos resultados das pesquisas científicas que podem fazer uma provisão, podem ajudar a Igreja a responder aos problemas e demandas de cada momento histórico.